# Аманжоловський сільський округ
Аманжо́ловський сільський округ (каз. Аманжолов ауылдық округі, рос. Аманжоловский сельский округ) — адміністративна одиниця у складі Каркаралінського району Карагандинської області Казахстану. Адміністративний центр — село Талди.
Населення — 1540 осіб (2021; 2012 у 2009, 2616 у 1999, 2674 у 1989).
Станом на 1989 рік існувала Фрунзенська сільська рада (села Акбай-Кизилбай, Аккора, Белдеутас, Сариоблаи, Талди).

## Склад
До складу округу входять такі населені пункти:
| Населений пункт      | Населення, осіб (1989) | Населення, осіб (1999) | Населення, осіб (2009) | Населення, осіб (2021) |
| -------------------- | ---------------------- | ---------------------- | ---------------------- | ---------------------- |
| Акбай-Кизилбай, село | 506                    | 431                    | 341                    | 227                    |
| Аккора, село         | 435                    | 358                    | 153                    | 81                     |
| Белдеутас, село      | 240                    | 271                    | 198                    | 96                     |
| Сариобали, село      | 318                    | 371                    | 380                    | 325                    |
| Талди, село          | 1175                   | 1185                   | 940                    | 811                    |